# Gianni Gaude
Giovanni Battista Gaude (Santena, 7 luglio 1956) è un doppiatore, direttore del doppiaggio e dialoghista italiano.

## Biografia
Nato a Santena,  le sue prime esperienze lavorative nell'ambito dello spettacolo risalgono al 1975 come animatore radiofonico presso emittenti radiofoniche regionali e nazionali, come Radio A.B.C. Italiana (1976), Radio Gemini One (1977), Radio Alba (1980) e Radio California (dal 1980 al 1986). È stato poi per 20 anni animatore radiofonico presso Action Studio (ex Sigma Studio), studio nazionale specializzato nella confezione di programmi registrati per emittenti radiofoniche.
Nel 1989 avviene il suo ingresso nella Cooperativa O.D.S. Operatori Doppiaggio e Spettacolo, della quale è tuttora socio, e di cui nel 1991 entra nel consiglio di amministrazione e nel 1995 ottiene la carica di Vicepresidente e Responsabile Artistico del settore doppiaggio.
Fra il 1989 e il 1990 inizia la sua carriera di doppiatore e in seguito di direttore di doppiaggio, assistente e dialoghista che svolge ancora, principalmente per O.D.S. (Operatori Doppiaggio e Spettacolo di Torino).
È molto attivo nel campo videoludico, sia come doppiatore che come direttore, ed è la voce del capitano Qwark nella serie di Ratchet & Clank, di Don Vito Corleone ne Il padrino (2006) e dell'investigatore privato Scott Shelby in Heavy Rain (2010).
Tra i suoi lavori si annoverano collaborazioni con la RAI in qualità di speaker per i servizi di Mixer, programma televisivo di Giovanni Minoli. Ha inoltre svolto il ruolo di direttore del doppiaggio, oltre che di doppiatore di numerosi personaggi, nel ridoppiaggio O.D.S. della serie televisiva animata South Park.
Docente di dizione e comunicazione verbale, è autore del libro Dizioni ed Espressioni Verbali (Edizione O.D.S.)

## Doppiaggio

### Film
- James Earl Jones in Il ritorno dei ragazzi vincenti
- Burt Reynolds in A pesca d'amore
- John Goodman in Gigantic
- Michael Brandner in Il giovane Karl Marx
- Tom Skerritt in Lucky
- Christopher Plummer in The Tempest
- Franco Nero in 2012 - Lavvento del male
- Mario Adorf in Shubert in love
- Antonio Fargas in Beyond Skyline
- David Calder in La regina del deserto
- Nicholas Campbell in Rocky Road - Un gelataio a Wall Street
- Harvey Keitel in A Crime
- Mads Mikkelsen in Coco Chanel & Igor Stravinsky
- André Wilms in Madame Curie
- Gérard Lanvin in Colt 45
- Gustavo Alonso in La casa muta
- Mickey Rooney in Lilith
- Tom Butler in Love in paradise
- Francesco Orella in Contrattempo
- Patrick Descamps in La figlia del capo
- Peter Kurth in Herberth
- Gary Lewis in Dorothy Mills
- Bruce Weitz in El Cortez
- Jean René in En attendant le deluge
- Robert Duvall in The Funeral Party
- Wayne Duvall in Love Liza
- Ray Liotta in Rivincita per due
- Steven Cree Molison in Afghan Knights
- Christopher McDonald in Deep in the Valley
- Ray Winstone in Devil's Tomb - A caccia del diavolo
- Vlad Ivanov in La Gomera
- Tom Sizemore in Splinter
- Terence Kelly in La vetrina delle meraviglie
- Karel Roden in Sword of Vengeance - La spada della vendetta
- Kane Hodder in B.T.K.
- Bill Dow in Robin Hood - Il segreto della foresta di Sherwood
- Pierre Richard in En Attendant le deluge
- Peter Coyote in Il prezzo della gloria
- Samuel Labarthe in Strayed
- Don Fischer in Lost Signal
- Carlo Brandt in Le President
- Jean-Paul Roussillon in En jouant - Dans la compagnie des hommes
- John Doman in Blue Valentine
- Jean-Louis Trintignant in Janis et John
- Jacques Bonnaffé in Violette
- Michel Piccoli in Holy Motors
- Roger Ibanez in Vivre me tue
- François Berléand in Pur week-end, La fille de son père
- Sam Louwyck in Bullhead
- Stein Winge in 1001 grammi
- Sten Ljungreen in Border
- Steve Larkin in Christmas a Pemberley Manor
- Antonio Cifo in Hombres felices
- Marcial Tagle in Violeta Parra Went to Heaven
- Miki Manojlović in Promettilo!
- Takeshi Kitano in Takeshis'
- Dahong Ni in Sangue facile
- Zio Disco / Mani Grandi Giuseppe Mattu in L'uomo fiammifero
- Brian Burrell in Master Z: Ip Man Legacy
- John F. Cruz in Ip Man 4

Direzioni di Doppiaggio
Film
- Fratricide
- Il giovane Karl Marx
- A taxi driver
- Attrici
- Real life
- Holy Motors
- Bullhead (La vincente ascesa di Jacky)
- Vacanze Forzate
- La festa delle fidanzate
- La lista dei desideri
- The chaser
- Troppo Bella
- Cara Viola
- La sorpresa di Natale
- The yellow sea
- Donal's Cadillac
- Eden
- Oggi e domani (Il destino muta ogni istante)
- Angeli Caduti
- Il Natale di Carol
- Janes et John
- Non sono un uomo facile
- Il presidente
- L'Historie de Richard O.
- L'uomo della sua vita
- Piccolo Cheung
- Durian Durian
- Lost Signal
- Lucky
- Madame Satà
- Il più forte del mondo
- Operetion Mekong
- Festa della mamma in libertà
- Se scappi ti trovo
- In viaggio verso Natale
- Destiny's bride
- Paffball
- The Raid - Redenzione
- Shotgun Stories
- Sin Nombre
- La spada della vendetta
- La crociera del mistero
- Il vestito rosso

Serie
- 21 Thunder
- Bitten
- Cardinal
- Doctor Who - I Dalek invadono la terra
- Doctor Who - L'invasione
- Eva luna
- Gap Year
- Haven

### Film d'animazione
- Amonastro in Aida degli alberi
- Comandante in Ken il guerriero - La leggenda di Raoul
- Topo con gli occhiali e Topo con i baffi in Ratatoing
- Comandante in Little Bee
- Polaris in The Little Panda Fighter
- Philippe in Barbie e le tre moschettiere
- Genbu in Doraemon - Il film: Nobita e le piccole guerre stellari 2021

### Serie animate
- T-Gey in Prezzemolo (2002)
- Marvin Marsh, Craig Tucker, Pip Pirrup, Dio, Dr. Alphonse Mephesto, Mr. Jarvis, Dr. William Janus, Babbo Natale, Mr. Maso, Morgan Freeman, Padre Maxi, Satana, Topolino e personaggi minori in South Park (Ridoppiaggio O.D.S.)
- "Babbo" Morty in Jacob due due
- Speaker in Mot
- Bruce in La giungla magica
- Ovetto in La vita segreta dei giocattoli
- Sindaco (Mayor Bluff)  in Grog di Magog
- Marius in La Banda Volante (2009)
- Shilha in Aquarion
- Albert in A casa dei Loud
- Seijiro Togotsu in Speed Grapher
- Takeda Shingen in Sengoku Basara
- Kibith, Darbula in Dragon Ball Super
- Chester Horse Sr. in Inazuma Eleven Ares
- Ramposa III in Overlord
- Riku in One Piece

### Serie televisive
- Narratore (Giancarlo Esposito) in Dear White People (2017 - in corso)
- Padre Judge (Sam Shepard) in Klondike
- Maurice Grosse (Timothy Spall) in Enfield: Oscure presenze
- Richard Hanes (John Doman) in Berlin Station
- Det. Jerry Commanda (Glen Gould) in Cardinal
- Giulio (Julio) Arismendi (Jorge Lavat) in Eva Luna
- Tide (Tarcisio Meira) in Pagine di vita
- Lorenzo (Felix Loreto) in Dolce Valentina
- Aldo Berg (Donald Hogberg) in The Spiral - Attacco al mondo dell'arte
- Gotz Zastrew (Andreas Borcherding) in Tempesta d'amore
- Tommy McNelly (Peter MacNelly) in Rookie Blue
- Andrés Galan (Alfred Molina) in Matador
- Garland Wournos (Nicholas Campbell) in Haven
- Grandpa (James Bolam) in Il nonno nel taschino
- Declan Gallard (Colm Feore) in 21 Thunder
- James "Malcolm" Williams (James McGowan) in Bitten
- Parapillus (Jolyan Booth) in Doctor Who
- Barry Shield (Mike Pniewski) in HALT AND CATCH FIRE Serie 1
- Jacob Wheeler (James Cromwell) in HALT AND CATCH FIRE serie 2
- Mr. Adams (Mark Straker) in Kiss Me First
- Victor (David Ferry) in Mary Kills People
- David Kaye (Tom Rooney) in Alla corte di Alice
- Mr Lipshitz (Dan Castellaneta) in Wendell & Vinnie

### Videogiochi
- Voce introduzione e alcuni maiali soldato in Hogs of War (2000)[4]
- Boggy Billy, Saggio rosso in Jak and Daxter: The Precursor Legacy (2001)[5]
- ST. Germaine e Becchino in Blood & Lace (2001)[6]
- Don Morello, Vincenzo, Yellow Pete, assessore, Tonino in Mafia (2002)[7]
- Capitano Qwark, venditore losco e operaio in Ratchet & Clank (2002)[8]
- Brigadiere Generale Mauler in BloodRayne (2002)[9]
- Harry in The Getaway (2002)[10]
- Fabio Agrippa, Burrus, Hama e Slowk in Imperivm: La guerra gallica (2002)[11]
- Kor / Metal Kor, Sig in Jak II: Renegade (2003)[12]
- Cap. Qwark, Dott. Abercrombie Fitzzwidget in Ratchet & Clank: Fuoco a volontà (2003)[13]
- Signor Aronnax e Tutorial in 20.000 leghe sotto i mari (2003)[14]
- T-Gey in Prezzemolo in una giornata da incubo (2003)
- Carro Dragon, Battlemaster, Comanche e Bombardiere Aurora in Command & Conquer: Generals (2003)[15]
- Balin in Lo Hobbit (2003)[16]
- Scree in Primal (2003)
- Salvo, Callisto il narratore, brigante in Shrek 2 (2004)[17]
- Smooth in Men of Valor (2004)[18]
- Qwark in Ratchet & Clank 3 (2004)[19]
- Terenas Menethil II, Dalron il Controllore, Salramm, Ortell, Olum e Millhouse Manalampo in World of Warcraft (2004)
- Profeta della Pietà in Halo 2 (2004)[20]
- Professor Malcolm Betruger in Doom 3 (2004)[21]
- Sig in Jak 3 (2004)[22]
- Scallion in Future Tactics - The Uprising (2004)[23]
- Frederick White in Area 51 (2005)[24]
- Poseidone, Ares in God of War (2005)[25]
- Maurice in Madagascar (2005),[26] I pinguini di Madagascar: Il ritorno del dottor Blowhole (2011)[27]
- Panoramix, Giulio Cesare in Asterix & Obelix XXL 2: Mission Las Vegum (2005)[28]
- Tutorial e George Washington in Age of Empires III (2005)[29]
- Voce narrante in Call of Duty 2 (2005)[30]
- Maestro della gilda, voce narrante in Fable: The Lost Chapters (2005)[31]
- Cap. Qwark in Ratchet: Gladiator (2005)[32]
- Tood Browining, Roman in Still Life (2005)
- Capitano Ash in Timesplitters future perfect (2005)[33]
- khallos in Timesplitters future perfect (2005)[33]
- Drevin in Dungeon Siege II (2005)[34]
- Bolivar Trask in Ultimate Spider-Man (2005)[35]
- Sig in Jak X (2005)[36]
- DJ Lupo Solitario in The Movies (2005)[37]
- Malcolm Betrugr in Doom 3: Resurrection of Evil (2005)[38]
- Don Vito Corleone in Il Padrino (2006)[39]
- Spartaco in La gang del bosco (2006)[40]
- Acerbus, Marwan in Rise of Nations: Rise of Legends (2006)[41]
- Alexander "Jack" Cayne in Hitman: Blood Money (2006)[42]
- Imperiale, Minatore d'oro e Magistrato in Caesar IV (2006)[43]
- Leonardo Da Vinci in The Secret of Da Vinci-Il manoscritto proibito (2006)
- Scimmia Rossa in Ape Escape 3 (2006)[44]
- Stan Jackowicz in Call of Duty 3 (2006)[45]
- Kor in Daxter (2006)[46]
- Generale Dwight Stratson e Comandante Kota in Killzone: Liberation (2006),[47]
- Nick Quasi-Senza-Testa e Kreacher in Harry Potter e l'Ordine della Fenice (2007)[48]
- Bill McDonagh, Steve Barker in BioShock (2007)[49]
- Zoltan Chivay in The Witcher (2007)[50]
- Panoramix, Giulio Cesare in Asterix alle Olimpiadi (2007)[51]
- Personaggi minori in Mass Effect (2007)[52]
- Ammiraglio Richard Morrison in Crysis (2007)[53]
- Guglielmo del Monferrato in Assassin's Creed (2007)[54]
- Mr. Chen in Spider-Man 3 (2007)
- Cap. Qwark in Ratchet & Clank Future: Armi di distruzione (2007)[55]
- Re e voce narrante in Arthur e il popolo dei Minimei (2007)[56]
- Agitatius e Anitalis in Avencast: Rise of the Mage (2007)[57]
- John Locke in Lost: Via Domus (2008)
- Grant in Petz Horse Club (2008)[58]
- Generale Rahm Kota in Star Wars: Il potere della Forza (2008)[59]
- Ermete Trismegisto in Alone in the Dark (2008)[60]
- James e Huaquero in Art of Murder - FBI: La crudele arte dell'omicidio (2008)[61]
- Cagnaccio McGraw in Fable II (2008)[62]
- Tipaccio #2, Soldato #1 e Macellaio in Jack Keane: Al riscatto dell'Impero britannico (2008)[63]
- Bill Hawks in Il professor Layton e il futuro perduto (2008)[64]
- Saruman in Il Signore degli Anelli: La conquista (2009)[65]
- Vincenzo Pentangeli in Il Padrino II (2009)
- Nick Quasi-Senza-Testa in Harry Potter e il Principe Mezzosangue (2009)[66]
- Generale Zetta in Wolfenstein (2009)
- Stefano da Bagnone, Agostino Barbarigo in Assassin's Creed II (2009)[67]
- Nautilus e Ryze in League of Legends (2009)
- Cap. Qwark in Ratchet & Clank: A spasso nel tempo (2009)[68]
- Pierre Carchon, operaio e Plantard in Broken Sword: Il segreto dei Templari - doppiaggio Director's Cut (2009)[69]
- Ira ne Nel paese delle creature selvagge (2009)
- Giovanni Di Mercante in Anno 1404 (2009)[70]
- Fiume Impetuoso in Call of Juarez: Bound in Blood (2009)[71]
- Tecnico in Cryostasis: Il Sonno della Ragione (2009)[72]
- Sir Poynter in Sherlock Holmes e il Re dei Ladri (riedizione del 2010 di Sherlock Holmes versus Arsène Lupin)[73]
- Personaggi minori in Mass Effect 2 (2010)[74]
- Lucius Galliard in Tom Clancy's Splinter Cell: Conviction(2010) [75]
- Rory Swann e Urun in StarCraft II (2010)[76]
- Frank Vinci e Tommy Angelo in Mafia II (2010)[77]
- Generale Rahm Kota in Star Wars: Il potere della Forza II (2010)[78]
- Alighiero di Bellincione in Dante's Inferno (2010)[79]
- Augustus Sinclair in BioShock 2 (2010)[80]
- Scott Shelby in Heavy Rain (2010)[81]
- Ulman in Metro 2033 (2010),[82] Metro: Last Light (2013)[83]
- Ade in God of War III (2010)[84]
- Ares in God of War: Ghost of Sparta (2010)[85]
- Walter in Alan Wake (2010)[86]
- Kreacher in Harry Potter e i Doni della Morte - Parte 1 (2010)[87]
- Razok Razman in Just Cause 2 (2010)[88]
- Capitano di bordo Muredmir in GoldenEye (2010)[89]
- Personaggi minori in Assassin's Creed: Brotherhood (2010)[90]
- Diego in Arcania: Gothic 4 (2011)[91]
- Generale Sarrano in Bulletstorm (2011)[92]
- Deadshot in Batman: Arkham City (2011),[93] LEGO DC Super-Villains (2018),[94] Suicide Squad: Kill the Justice League (2024)[95]
- Manuele Paleologo in Assassin's Creed: Revelations (2011)[96]
- Cap. Qwark in  Ratchet & Clank: Tutti per Uno (2011)[97]
- "El General" Roberto Guerro in  Uncharted: L'abisso d'oro (2011)[98]
- Barbaro in Diablo III (2012)[99]
- Gamba di legno in Assassin's Creed III (2012)[100]
- Russman in Call of Duty: Black Ops II (2012)[101]
- Cap. Qwark in  PlayStation All-Stars Battle Royale (2012)[102]
- Il Guardasigilli in Darksiders II (2012)[103]
- Rubble Rouser in Skylanders: Swap Force (2013)
- Ronald Frank in BioShock Infinite (2013)[104]
- Zavok in Sonic Lost World (2013)[105]
- Floyd Lawton/Deadshot in Batman: Arkham Origins (2013)[106]
- Karl Ernst Rasch in Crysis 3 (2013)[107]
- Angus ‘Grim’ Grimaldi in Tomb Raider[108]
- Kuben Blisk in Titanfall (2014),[109] Titanfall 2 (2016)[110]
- Gusto in Skylanders: Trap Team (2014)
- Uther l'Araldo della Luce, Millhouse Manalampo, Guardiano dei Re, Ombra di Naxxramas in Hearthstone: Heroes of Warcraft (2014)[111]
- Soldato inglese, Charles Dorian in Assassin's Creed: Rogue (2014)[112]
- Charles Dorian in Assassin's Creed: Unity (2014)[113]
- Barbaro in Diablo III: Reaper of Souls (2014)[99]
- Henry Adams e criminali in Batman: Arkham Knight (2015)[114]
- Ouros in Starcraft II - Legacy of the Void (2015)[115]
- Capitano Qwark in Ratchet & Clank (2016)[116]
- Lou Marcano in Mafia III (2016)[117]
- Stranieri e operai Oseram in Horizon Zero Dawn (2017)[118]
- Floyd Lawton/Deadshot in Injustice 2 (2017)[119]
- Uka Uka in Crash Bandicoot: N. Sane Trilogy (2017)[120] e in Crash Team Racing Nitro-Fueled (2019)[121]
- Orchi e Ur-Lizak in La Terra di Mezzo: L'ombra della guerra (2017)[122]
- Morgan Freeman, Craig Tucker, Sig. Tweek, Sig. Maso, Babbo Natale e altri personaggi in South Park: Scontri Di-retti (2017)[123]
- Zavok in Sonic Forces (2017)[124]
- Ammiraglio Garrick Versio in Star Wars: Battlefront II (2017)[125]
- Imperatore Calus in Destiny 2 (2017)[126]
- Cuoco (Stan Lee), Vulture, Rodrigo, Ernie in Spider-Man (2018)[127]
- Socrate in Assassin's Creed Odyssey (2018)[128]
- Desaad e Il Re del Mare in LEGO DC Super-Villains (2018)[94]
- Khan in Metro Exodus (2019),[129]
- Harunaga e Tasso Testanera in Sekiro: Shadows Die Twice (2019)[130]
- Abraracourcix in Asterix & Obelix XXL 3: The Crystal Menhir (2019)[131]
- Slayer / Marine, Profeta di strada, doom hunter, traditore e inviato in Doom Eternal (2020)[132]
- Abominio in Marvel's Avengers (2020)[133]
- Ika-Ika (ottimista) in Crash Bandicoot 4: It's About Time (2020)[134]
- Capitano Copernicus Qwark e capitano Quantum in Ratchet & Clank: Rift Apart (2021)[135]
- Generale Sheperd in Call of Duty: Modern Warfare II (2022),[136] Call of Duty: Modern Warfare III (2023)[137]
- Dr. Peter Addison in Redfall (2023)[138]
- Abate di Orbei Diablo IV (2023)[139]
- Tom in The Casting of Frank Stone (2024)  [140]
- Otis Washington in Dead Rising Deluxe Remaster (2024)[141]
- Deadshot, Lagase e Novokhatnii in Batman: Arkham Shadow[142]
- Doom Slayer in Doom: The Dark Ages (2025) [143]
- Altre voci in Cyberpunk 2077 (2020),[144] Final Fantasy XVI (2023)[145]

### Audiolibri
- La rabbia degli angeli (The Wrath of Angels, 2012) di John Connolly, Audible Studios, 21-03-2016
- Ma gli androidi sognano pecore elettriche? (Do Androids Dream of Electric Sheep?, 1968) di Philip K. Dick, Audible Studios, 24-06-2016
- I Medici di Matteo Strukul, Audible Studios, 18-10-2016
- Fuego di Giuseppe Catozzella, Audible Studios, 09-12-2016
- La ragazza n. 9 di Sam Kovac e Nikki Lisk, Audible Studios, 21-07-2017
- L'agenda ritrovata: Sette racconti per Paolo Borsellino di Carlo Lucarelli, Helena Janeczek, Vanni Santoni, Alessandro Leogrande, Diego De Silva e Gioacchino Criaco, Audible Studios, 17-07-2017
- Il sangue dei baroni (2016), Time Crime, Matteo Strukul, Audible Studios, 08-10-2017
- Gente che uccide (The Killing Kind, 2001) di John Connolly, Audible Studios, 22-10-2017
- Il lupo in inverno (The Wolf in Winter, 2014) di John Connolly, Audible Studios, 10-12-2017
- Tutto ciò che muore (Every Dead Thing, 1999), di John Connolly, Audible Studios,  05-08-2018
- Un'anima che brucia (The Bourning Soul, 2011), di John Connolly, Audible Studios, 21-10-2018
- Il figlio del corsaro rosso (1908) di Emilio Salgari, Audible Studios, 09-11-2018
- La brevità della vita (De brevitate vitae, 49) di Lucio Anneo Seneca, Audible Studios, 09-11-2018
- La canzone delle ombre (A Song of Shadows, 2015) di John Connolly, Audible Studios, 18-11-2018
- Neopopulismi: Perché sono destinati a durare di Paolo Graziano, Audible Studios, 31-12-2018
- Storia della colonna infame (1840) di Alessandro Manzoni, Audible Studios, 01-02-2019
- Un tempo per soffrire (A Time of Torment, 2016) di John Connolly, Audible Studios, 14-07-2019
- Finanza e credito in Italia (2008)  di Francesco Cesarini e Giorgio Gobbi, Audible Studios, 30-04-2019
- La vita è una startup (2019) di Giustiniano La Vecchia, Audible Studios, 05-12-2019
- Solo il tempo lo dirà (Only Time Will Tell, 2011) di Jeffrey Archer, Audible Studios, 23-07-2020

Fonte: Audible